# Siouxsie Sioux
Pour les articles homonymes, voir Sioux (homonymie).
Susan Janet Ballion (née le 27 mai 1957 à Southwark, Londres), mieux connue sous le nom de scène de Siouxsie Sioux (prononciation anglaise [ˈsuːzi ˈsuː]), est une chanteuse, auteure-compositrice-interprète et productrice britannique. Elle cofonde les groupes de rock Siouxsie and the Banshees (1976–1996) et The Creatures (1981–2004). Depuis 2004, elle se produit sous le seul nom de Siouxsie. Mantaray, son premier album en solo sort en 2007.
Siouxsie est considérée comme l'une des artistes britanniques les plus influentes de la scène rock. Ses chansons sont reprises par Jeff Buckley, Tricky, Massive Attack, LCD Soundsystem et the Weeknd. Ses disques ont été salués par une multitude d'autres artistes dont PJ Harvey et TV on the Radio.

## Biographie

### Origines
Susan Janet Ballion est née le 27 mai 1957 à Southwark d'une mère anglaise et d'un père belge wallon, Susan passe son enfance à Chislehurst dans une banlieue située au sud de Londres. Ses parents se sont connus au Congo belge : son père concevait des sérums en laboratoire et sa mère travaillait à l'ambassade britannique. Sa sœur et son frère aînés sont nés là-bas. La famille Ballion s'installe ensuite en Angleterre et Susan naît dix ans après. Les heurts violents entre ses parents y rythment les journées. Pour fuir la réalité, Susan se crée un monde parallèle où elle joue avec des tenues d'indiens Sioux, aux côtés de ses deux plus fidèles compagnons, deux félins qui ne la quittent pas d'une semelle. Elle est une « latchkey child », une fillette livrée à elle-même qui porte une clef autour du cou pour rentrer chez elle après l'école. Sa mère, secrétaire, subvient aux besoins matériels de la famille et doit s'occuper de tout au sein de la maison, son père étant alcoolique et inapte à travailler. Cela a des conséquences : elle ne peut ramener personne à la maison. Un côté positif ressort quand même de cette situation. Sa mère devient un modèle d'émancipation pour la jeune fille qui admire en elle sa force et son abnégation. À neuf ans, elle et une amie sont victimes de violences sexuelles de la part d'un adulte dans un parc mais l'événement est minimisé par ses parents et la police. Cet épisode devient ensuite un sujet tabou et les deux enfants sont séparées. Quand son père est sobre, elle arrive à partager avec lui quelques moments de complicité où il lui fait part de son amour pour les livres de Sartre et des écrivains français. Elle le perd cependant prématurément en pleine adolescence à l'âge de quatorze ans. Face à cette perte et au sentiment d'injustice qui s'ensuit, elle se révolte et quitte un temps le domicile puis teste son entourage en portant des vêtements provocants, suscitant le rejet de ses voisins. Dès lors, elle n'a qu'une seule idée en tête : quitter cette banlieue trop conformiste à son goût.
Déjà à cette période, la musique occupe une place importante dans son existence. Ses artistes préférés sont : David Bowie, Lou Reed et Marc Bolan. Lors d'un concert de Roxy Music, la jeune femme rencontre Steven Severin, un garçon avec qui elle se lie d'amitié.
Fin 1975 - début 1976, les deux jeunes gens s'intéressent avec des amis aux débuts prometteurs des Sex Pistols, quand ceux-ci se produisaient encore dans des écoles de beaux-arts devant un public très restreint. Ils sympathisent avec ces apprentis musiciens et leur manager Malcolm McLaren puis assistent à la majeure partie de leurs concerts, à Londres. La journaliste Caroline Coon leur attribue rapidement l'appellation de Bromley Contingent car ces adolescents viennent tous pour la plupart de Bromley, une ville de la région de Londres. « J'étais timide et aventureuse à la fois. Introspective et sociable ». Prenant conscience que quelque chose d'important est en train de se passer, Susan et Steven caressent à leur tour l'idée de fonder un groupe.

### Débuts
Le 20 septembre 1976, une occasion se présente enfin à eux. On leur offre la possibilité de donner leur premier concert au festival punk 100 Club de Londres. Susan choisit avec Steven Severin le nom de Suzie and the Banshees et les deux comparses se présentent sur scène avec deux musiciens uniquement engagés pour la soirée, Marco Pirroni à la guitare et un certain Sid Vicious à la batterie.

Sur scène, Siouxsie incarne d'emblée l’image d’une femme puissante, sexuellement provocante, libérée des dictats et des normes sociales. Avec cette prestation, elle inaugure une nouvelle ère pour les femmes en musique, comme Viv Albertine des Slits l'explique par la suite : 
« Siouxsie est apparue sur scène en maîtrisant son sujet, donnant l'impression de tout contrôler, avec une confiance inébranlable en elle. Ça m'a époustouflée. Elle faisait quelque chose que je n'avais osé rêver. Elle est montée sur scène, l'a fait et cela a littéralement occulté le reste du festival pour moi. Je ne peux même pas me souvenir d'autre chose mis à part cette prestation. »
Le 1er décembre, Siouxsie se retrouve malgré elle au centre d'un scandale qui change à tout jamais le visage de la musique pop. Invitée par Malcolm McLaren pour être aux côtés des Sex Pistols lors d'un show télévisé, elle taquine à la fin l'animateur en lui répondant : « j'ai toujours voulu vous rencontrer ». Celui-ci ne saisissant pas la plaisanterie, surenchérit et flirte avec elle ; ce qui provoque une succession de jurons de la part du guitariste Steve Jones qui le traite en direct de tous les noms d'oiseaux possibles. Cet écart de langage sans précédent sur une chaîne anglaise génère un tollé dans la presse avec des unes de journaux à grand tirage. Siouxsie apparaît ainsi en première page du Daily Mirror avec la légende A punk shocker (Un trublion punk). Ceci a un effet immédiat : du jour au lendemain, le terme punk rock passe du statut d'anonymat quasiment le plus complet (excepté pour les lecteurs de la presse musicale) à celui de mots courants, connus de tous grâce aux médias généralistes qui donnent une exposition inespérée aux protagonistes de cette scène, à peine naissante,.
Dès le début de l'année suivante, Siouxsie et Steven Severin réactivent les Banshees. Ils recrutent pour cela de nouveaux musiciens ; Kenny Morris à la batterie et John McKay à la guitare, puis écument toutes les salles de concert du pays. Ils acquièrent très vite une renommée suffisamment importante pour que John Peel les invite à enregistrer une Peel Session pour la  BBC Radio 1.

### Avec Siouxsie and the Banshees et The Creatures
Au cours de l'été 1978, le groupe qui s'appelle désormais Siouxsie and the Banshees sort son premier single Hong Kong Garden. Avec sa mélodie entêtante jouée sur un xylophone et une production de Steve Lillywhite, ce titre se hisse à la septième place des charts anglais. Leur premier album The Scream paraît peu de temps après. Le journal Sounds le sacre meilleur premier album de l'année 1978. Dans le NME, Nick Kent écrit ; « Le groupe sonne comme un héritage unique du Velvet Underground mélangé à une bonne partie de l'ingéniosité de Can, époque Tago Mago ». Il poursuit ensuite ; « Sûrement, le traditionnel son (guitare, basse, batterie) n'a jamais été utilisé de façon si peu orthodoxe et avec des résultats aussi remarquables. ». L'album marque durablement les esprits et vingt ans plus tard, Massive Attack reprendra la musique de Metal Postcard sur la BO du film The Jackal . En 1979, l'album Join Hands reçoit de bonnes critiques dans la presse britannique ; il a pour thème principal la Première Guerre mondiale.
L'arrivée de nouveaux musiciens en 1980 change la donne. Le guitariste John McGeoch de Magazine apporte des colorations lumineuses à la musique et le batteur Budgie, ancien membre de The Slits, propose un jeu plus fourni avec parfois des accents reggae. Sur l'album Kaleidoscope, le groupe prend une nouvelle orientation musicale avec des morceaux plus pop et un univers ouvert à de nouvelles sonorités. Le Melody Maker décrit le single Happy House comme de la « superbe pop » avec des « guitares liquides » et encense le single suivant, Christine. Siouxsie effectue aussi une brève incursion dans la musique électronique avec le morceau Red Light.
En 1981 sort Juju, avec les singles Spellbound et Arabian Knights qualifiés de « merveilles pop » par The Guardian. Dans la même année, Siouxsie forme un deuxième groupe The Creatures avec le batteur Budgie. Sur le ep Wild Things, le duo élabore une musique reposant davantage sur le mariage voix et rythmes.
La presse britannique est dithyrambique lors de la sortie en 1982, de A Kiss in the Dreamhouse, un album novateur, psychédélique et expérimental des Banshees, enregistré en partie avec des arrangements de cordes,. Le NME conclut sa chronique en promettant à ses lecteurs ; « Cette musique vous coupera le souffle. ». Sur le single Slowdive, Siouxsie flirte avec des rythmes dance : ce morceau sera d'ailleurs repris plus tard par LCD Soundsystem. Siouxsie et Budgie publient ensuite le premier album des Creatures, Feast avec le hit-single Miss The Girl. Enregistré à Hawaï, ce disque se distingue des autres productions par son exotisme et ses sonorités ethniques.
Après le départ de John McGeoch, Robert Smith de The Cure devient le guitariste officiel des Banshees de 1982 à 1984. Il enregistre avec eux le simple Dear Prudence puis le concert Nocturne filmé à Londres en septembre 1983 et enfin l'album studio Hyæna.
Avec le guitariste suivant John Carruthers, Siouxsie publie Tinderbox en 1986, décrit comme « urgent » et « intense » par le critique David Cleary. L'album suivant Through the Looking Glass est constitué de reprises à l'instar du Pin Ups de David Bowie.
L'année 1988 marque un changement important avec le hit-single Peek-A-Boo et sa production aux accents hip-hop syncopés. Basé au départ sur des samples, ce titre avant-gardiste, marie les genres avec du hip-hop et du rock psychédélique. Encensé par la presse, Peek-A-Boo est un morceau qui fait bouger et qui attire un public plus large. L'artisan de ce nouveau son est leur producteur Mike Hedges qui utilise sa console comme un véritable instrument. L'album qui l'accompagne, Peepshow, renoue avec des climats plus sombres : à sa sortie, le mensuel anglais Q Magazine lui attribue la note maximale de 5 étoiles sur 5. La ballade élégiaque The Last Beat Of My Heart, considérée par les journalistes comme le pinacle de l'album, sort en single peu de temps avant Noël,,.
En 1989, elle sort un nouvel album des Creatures, Boomerang enregistré en Espagne en Andalousie. Pour Libération, « l'utilisation de l'espace atteint parfois la perfection » sur ce disque où « on découvre chez Siouxsie une chaleur, un feeling tout en courbes à la sombre suavité, qu'on ne soupçonnait pas » . Boomerang comporte des arrangements de cuivres sur plusieurs titres, dont le bluesy Killing Time qui sera repris par la suite par Jeff Buckley.
Siouxsie enregistre avec les Banshees Superstition en 1991; le premier single Kiss Them For Me se classe dans le top 20 des charts nationaux américains. La même année, elle se marie avec Budgie juste avant de repartir sur les routes, et de participer à la première édition du festival Lollapalooza.
En 1992, elle compose la chanson Face to Face pour la B.O du film Batman : Le Défi, à la demande du réalisateur Tim Burton.
Après des tensions internes au groupe, les Banshees se séparent peu de temps après la sortie de leur dernier album studio, The Rapture coproduit en partie avec John Cale, ex-membre du Velvet Underground.
À partir du milieu des années 1990, la chanteuse entreprend une série de collaborations avec d'autres artistes. En 1994, elle enregistre un single Interlude en duo avec l'ex-chanteur des Smiths, Morrissey : la chanson est une reprise d'un morceau de Georges Delerue composé à l'origine pour une chanteuse des années 1960, Timi Yuro. L'année suivante, Siouxsie travaille avec le compositeur français Hector Zazou sur la chanson The Lighthouse. On retrouve ce titre sur l'album Chansons Des Mers Froides, un disque qui comme son nom l'indique, s'inspire du folklore des pays nordiques.
En 1998, John Cale l'invite au festival With a Little Help From My Friends qui se tient au Paradiso d'Amsterdam. Le concert retransmis à la télévision néerlandaise comprend un titre inédit de Siouxsie, Murdering Mouth qu'elle chante en duo avec Cale,. L'expérience les incite à partir ensuite en tournée ensemble aux USA.
Ces différentes collaborations n'entravent cependant en rien sa carrière puisqu'elle continue de sortir régulièrement des disques remarqués avec The Creatures comme Anima Animus. Cet album, son premier publié depuis la séparation des Banshees, est salué par la chanteuse PJ Harvey qui le classe dans ses dix CD préférés de l'année 1999. En 1999, Siouxsie enregistre aussi le titre Threat of Love en duo avec l'ex-chanteur de Soft Cell Marc Almond.
En 2002, elle publie un Best-Of et les Banshees se reforment brièvement le temps d'une tournée captée sur pellicule pour le dvd Seven Year Itch, en référence au film de Billy Wilder Sept Ans de réflexion. Les Creatures sortent ensuite leur dernier opus studio Hái! enregistré en partie au Japon avec le joueur de Taiko, Leonard Eto.

### En solo

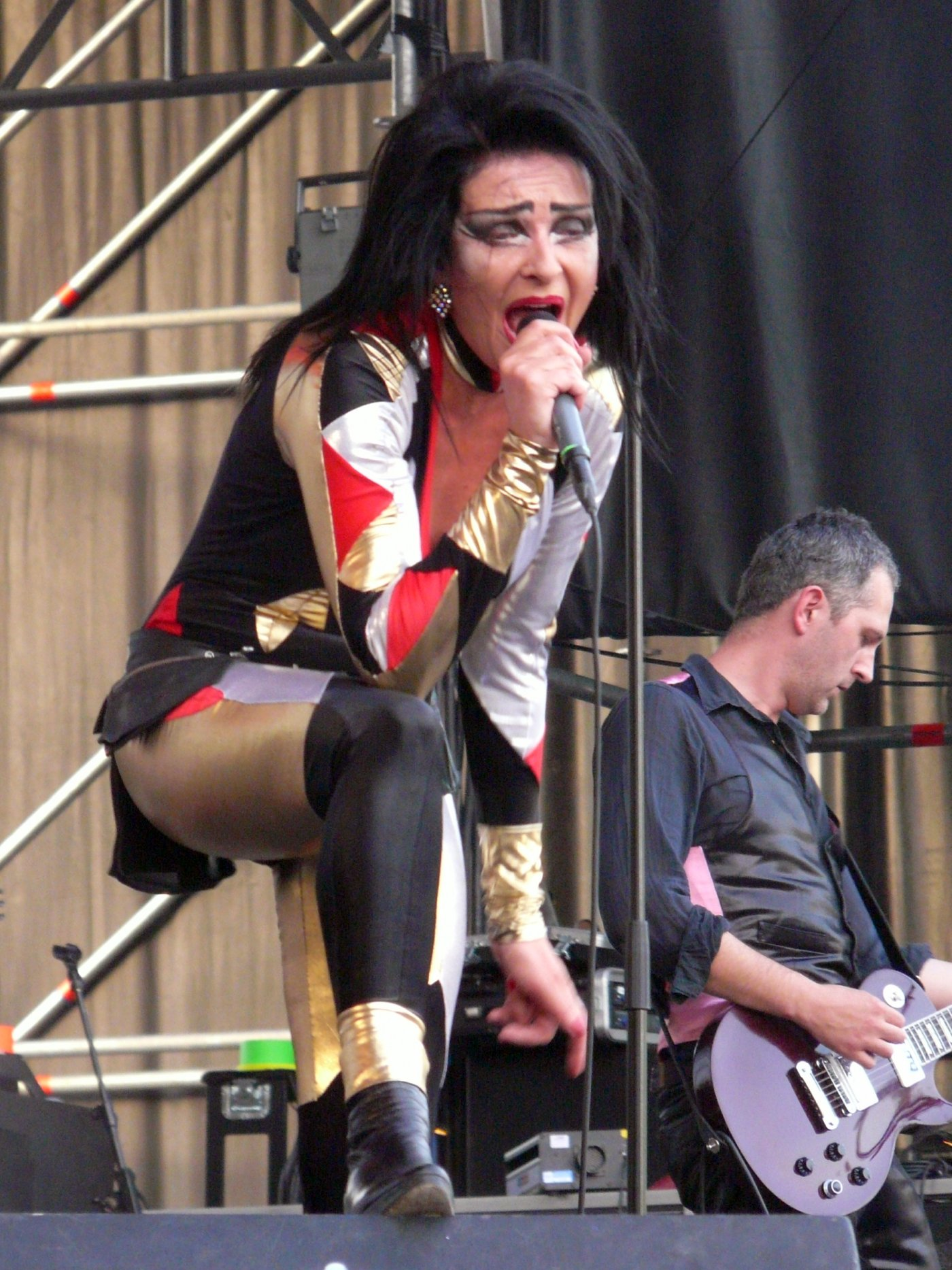
Siouxsie lors du Saturday Night Fiber, à Madrid, le 19 juillet 2008.

Le duo électronique Basement Jaxx lui propose de co-composer et d'enregistrer la chanson Cish Cash figurant sur leur album Kish Kash. Ce disque remporte un vif succès lors de sa sortie en 2003, et reçoit peu de temps après une distinction lors des Grammy Awards.
2004 est une année charnière pour la chanteuse. Elle entreprend une tournée en solo, proposant chaque soir sur scène des morceaux des Banshees et des Creatures. Le dernier concert donné à Londres avec le Millennia Ensemble, est filmé pour paraître ensuite en DVD. Lors de sa sortie en août 2005, Dreamshow atteint la première position des charts de DVD musicaux au Royaume-Uni.
Mantaray, son premier album solo en tant que tel, sort en 2007 avec un bon accueil critique. Pitchfork écrit dans sa chronique : elle est désormais « vraiment pop » et cet album est « sans aucun doute, un succès ». Désormais divorcée, elle apparaît sur scène entourée de nouveaux musiciens.
En 2008, Siouxsie participe à la BO du film The Edge of Love avec le compositeur Angelo Badalamenti, connu pour avoir travaillé précédemment avec David Lynch. Elle chante sur le titre Careless Love. Siouxsie interprète par la suite un autre morceau de Badalamenti, Who Will Take My Dreams Away lors des World Soundtrack Awards ,. Le dernier concert de la tournée Mantaray est capté à Londres pour une sortie en dvd. Il paraît en 2009 sous le nom Finale - The Last Mantaray and More Show.
Elle reçoit en 2011 un Q Award pour « contribution remarquable à la musique ». En juin 2013, Siouxsie donne deux concerts à Londres au Royal Festival Hall, dans le cadre du festival Meltdown dont la programmation a été confiée à Yoko Ono.
En octobre 2014, pour le magazine Mojo sur lequel elle apparaît en couverture, elle conçoit en compagnie de Severin un CD compilation It's a Wonderfull Life : le CD propose une sélection de musiques de film et de morceaux de musique classique qui les ont inspirés.
Pour l'épisode final de Hannibal, elle enregistre Love Crime, un morceau composé avec Brian Reitzell. Diffusé fin août 2015, le titre, son premier en huit ans, clôt la troisième saison de cette série : le producteur Bryan Fuller le décrit comme épique, dans la lignée d'un James Bond. En décembre, le titre est officiellement disponible en téléchargement sur les plateformes.
En 2023, elle annonce son retour à la scène avec une série de seize dates réparties sur plusieurs mois. Elle se produit notamment en tête d'affiche des festivals Cruel World Festival à Pasadena, et Release Athens 2023 à Athènes. Sa prestation à Madrid aux Noches del Botanico est louée dans Time Out; la seule date française a lieu aux Eurockéennes de Belfort. Ce retour scénique fait la promotion d'une réédition CD et vinyle de l'album Mantaray. En 2024, Siouxsie enregistre en duo avec Iggy Pop une version de The Passenger qui sert à illustrer une campagne publicitaire pour les glaces Magnum.

## Influence sur d'autres artistes
Siouxsie a inspiré une multitude d'artistes.
Avec les Banshees, elle a eu un impact important sur certains musiciens trip hop, : en 1996, Tricky a repris Tattoo, un morceau de 1983, en ouverture de son deuxième album Nearly God et en 1997, Massive Attack ont samplé la musique de Metal Poscard sur Superpredators (Metal Postcard) avant d'enregistrer Mezzanine.
D'autres musiciens ont aussi repris ses morceaux. LCD Soundsystem ont joué Slowdive pour la face-B de leur single Disco Infiltrator. Jeff Buckley a interprété plusieurs fois sur scène et en session la chanson Killing Time, que Siouxsie a composée pour l'album Boomerang des Creatures, et en 2008, Santigold a créé un de ses morceaux My Superman à partir de la musique de Red Light. « My Superman est une interpolation d'une chanson de Siouxsie, Red Light ». Red Hot Chili Peppers ont chanté Christine lors de leur passage au festival anglais V2001 et en interview, leur guitariste se réfère au son de guitares des Banshees avec John McGeoch. The Beta Band ont samplé Painted Bird et ont rebaptisé ce titre, Liquid Bird sur leur album Heroes to Zeros. Win Butler d'Arcade Fire a conseillé à ses amis du groupe Devotchka de reprendre la ballade avec cordes et accordéon The Last Beat of My Heart pour leur ep Curse Your Little Heart. The Weeknd a samplé Happy House et a aussi repris le refrain sur House of Balloons,.
D'autres artistes ont aussi revendiqué l'influence de Siouxsie sur leur musique. Radiohead s'est inspiré des albums des Banshees de la période John McGeoch. Pendant l'enregistrement de There There, les membres de Radiohead sont devenus enthousiastes à la fin quand leur producteur Nigel Godrich a fait sonner leur guitariste Jonny Greenwood comme John McGeoch de Siouxsie and the banshees. Les deux principaux membres des Smiths ont aussi encensé Siouxsie. Morrissey a déclaré en 1997 : « Siouxsie and the Banshees étaient l'un des grands groupes de la fin des années 70 et du début des années 80 ». Morrissey a aussi dit : « Aucun de ces groupes n'arrive à la cheville de Siouxsie and the Banshees. Ce n'est pas de la nostalgie mal placée. C'est un fait. » Son ex-guitariste au sein des Smiths, Johnny Marr a déclaré admirer particulièrement le travail du guitariste de Siouxsie, John McGeoch effectué sur l'album Juju, incluant le single Spellbound. Marr a dit à propos de son adolescence; « je baignais dans la new wave. Mes héros, c’était Johnny Thunders, Siouxsie Sioux, Patti Smith ». D'autres musiciens connus ont aussi cité Siouxsie parmi leurs influences. Robert Smith, le chanteur de The Cure, a précisé en 2003 à propos des Banshees : « Avoir été leur guitariste a vraiment changé ma vision sur ce que je faisais. » Il a aussi dit à propos d'un de ses disques : « The Head on the Door me fait penser à l'album Kaleidoscope, à l'idée d'avoir une multitude de sonorités différentes, de couleurs différentes ». Bono et the Edge du groupe U2 ont aussi nommé Siouxsie dans leur biographie comme une influence majeure,, et ont sélectionné le titre Christine pour une compilation destinée aux lecteurs du magazine Mojo. Le chanteur Dave Gahan du groupe Depeche Mode a dit à propos d'elle : « Siouxsie fait un excellent usage de sa voix […] Elle chante avec un côté sexy — c'est ce que j'aime,. »
Aux USA, Dave Navarro de Jane's Addiction a fait un parallèle entre son groupe et les Banshees : « Il y a des points communs entre Jane's et les Banshees : la mélodie, l'utilisation des sons, le sexe-appeal et pourtant nous venons de backgrounds différents. J'ai toujours vu Jane's Addiction comme les Siouxsie & the Banshees masculins ». Dave Siteck de TV on the Radio a déclaré avoir été influencé par la structure du morceau Kiss Them For Me où « d'un seul coup, il y a cet élément de surprise avec une batterie géante qui arrive ».
Plusieurs musiciennes ont aussi salué le travail de Siouxsie. PJ Harvey a classé sur son site officiel, l'album Anima Animus de Siouxsie fait avec les Creatures, dans ses dix albums préférés sortis en 1999. Sinéad O'Connor a cité Siouxsie comme une de ses influences majeures lorsqu'elle a débuté. La chanteuse de Garbage, Shirley Manson, a nommé Siouxsie comme l'une de ses principales sources d'inspiration lorsqu'elle a rédigé la préface de la biographie des banshees, écrite par Mark Paytress. « J'ai appris à chanter en écoutant les albums The Scream et Kaleidoscope... Aujourd'hui, je peux voir et entendre partout l'influence de Siouxsie and the Banshees. »,. Gillian Gilbert de New Order s'est lancée dans la musique après avoir vu Siouxsie à la télévision. Gossip, le groupe de Beth Ditto, a aussi cité Siouxsie pour leur album Music For Men tout comme l'avait fait aussi avant eux, Ana Matronic des Scissor Sisters.

## Discographie

### Album studio
- 2007 : Mantaray

### Collaborations avec d'autres artistes
- 1994 : Morrissey : Interlude (single chanté en duo)
- 1995 : Hector Zazou : The Lighthouse (morceau chanté en guest sur l'album Chansons Des Mers Froides)
- 1999 : Marc Almond : Threat of Love (morceau chanté en duo sur l'album Open All Night)
- 2003 : Basement Jaxx : Cish Cash (morceau chanté en guest sur l'album Kish Kash)
- 2008 : Angelo Badalamenti : Careless Love (morceau chanté en guest sur la BO du film The Edge of Love)
- 2015 :  Brian Reitzell : Love Crime (morceau réalisé pour le final de la saison 3 de la série Hannibal)

### DVD
- 2005 : Dreamshow, live filmé à Londres en 2004 avec le Millennia Ensemble.
- 2009 : Finale - The Last Mantaray and More Show, live capté à Londres en 2008.